# Nati nel 1120
| Questa pagina contiene informazioni ricavate automaticamente dalle voci biografiche con l'ausilio del template Bio e di un bot. L'aggiornamento è periodico e automatico e ricostruisce completamente la pagina. Se manca una persona in questa lista, sei pregato di non aggiungerla, ma accertati piuttosto che la sua voce biografica contenga il template Bio e che i dati anagrafici siano correttamente compilati. Se il template Bio manca, inseriscilo tu stesso o, in alternativa, metti l'avviso {{tmp\|Bio}} che ne segnala la mancanza. Se i dati riportati sono sbagliati, correggi direttamente la voce biografica; le modifiche saranno visibili in questa lista entro pochi giorni. Per chiarimenti vedi il progetto biografie. La lista contiene solo le 9 persone che sono citate nell'enciclopedia e per le quali è stato implementato correttamente il template Bio. Pagina aggiornata al 13 gen 2025. |

- 22 ottobre - Lorenzo da Frazzanò, monaco cristiano e presbitero italiano († 1162)
- Guglielmo II Adelardi, politico italiano
- Erik IX di Svezia, re († 1160)
- Jayavarman VII, sovrano cambogiano († 1215)
- Luigi VII di Francia, re († 1180)
- Ulrico II di Neuchâtel, nobile svizzero († 1191)
- Judah ben Saul ibn Tibbon, medico e traduttore spagnolo
- Ivetta di Betania, badessa e principessa
- Boleslao IV di Polonia, duca polacca († 1173)